# 國立臺灣大學新生教學館
25°01′11″N 121°32′18″E / 25.019765°N 121.538341°E
國立臺灣大學新生教學館，舊稱新生大樓，為國立臺灣大學五棟教學館之一。其位於醉月湖、小椰林道、數學系館與電機一館之間，通常為通識課程、共同必修課程、選修課程等不需特殊器材課程的授業場所。

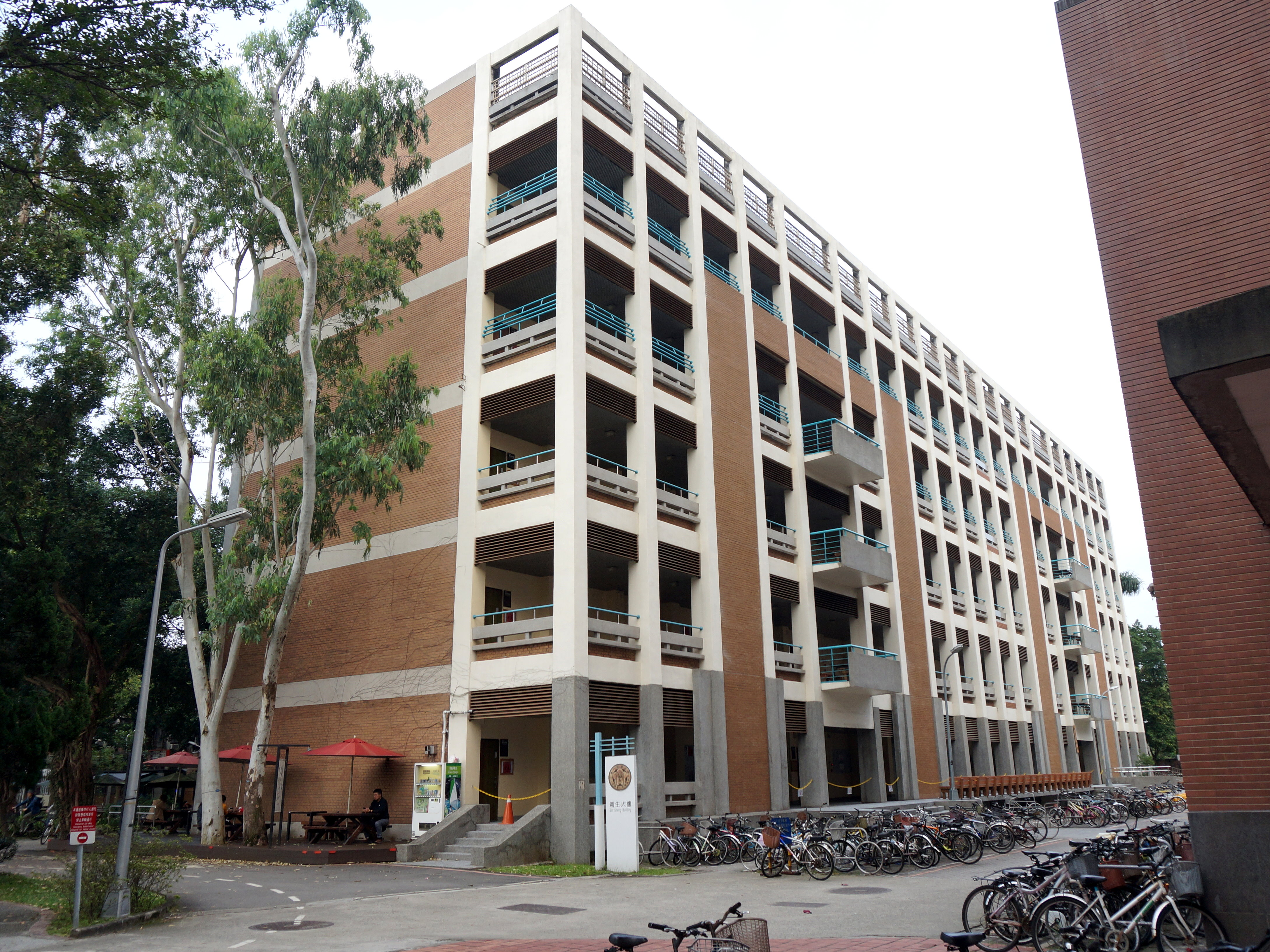
新生教學館

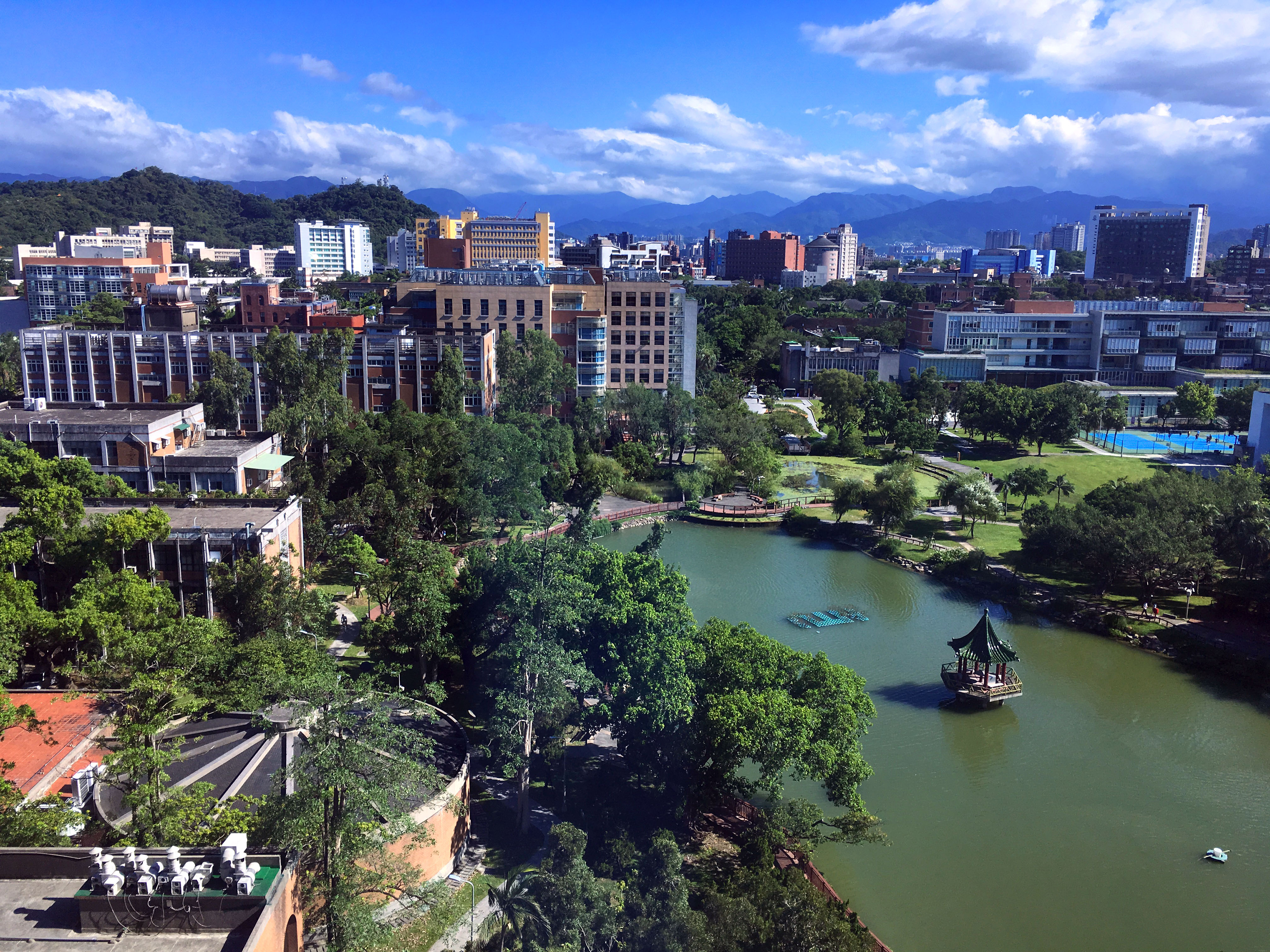
由醉月湖朝東南方望向新生教學館方向的景色

## 簡史
原址是電機系所在的日式校舍，1961年原址興建教學大樓。原先規劃為五層樓高的建築，但由於經費不足，僅先興建至三樓，數年後才又於其上增建兩層，成為當年校園最高的建築物。原先建築物旁有獨立的樓梯通道，長年因年久失修而封閉，2009年整修時拆除。原無電梯設備，多年後才增建獨立的升降電梯。
1968年3月18日，外文系設於新生大樓五樓第三教室的語言實驗室正式啓用。在2009年暑假，新生大樓進行建築物結構性補強工程，因為之前顧問公司評估新生大樓耐震能力不足，此次的補強主要是提高建築物耐震能力。於2009年6月28日正式進行改造，於同年9月6日完工。修建重點包含：
- 結構補強與空間利用：補強建物結構及耐震能力，1到5樓走廊設置休憩座椅與討論空間。
- 廣場鋪面改造與利用：廣場舖築透水性鋪面，降低熱島溫差效應，並設置行人徒步區，讓身心障礙同學使用更方便。
- 舒適景觀與視覺享受：重新設計建築周邊景觀照明，並且使用節能燈光。另外也配合全校汙水管線地下化，同步完成大樓汙水排放管線的埋設與放流。[3]

2010年，隨著博雅教學館興建與命名，改稱為新生教學館。

## 建築形式
新生教學館是棟造型特殊、機能顯露的鋼筋水泥建築，由虞曰鎮設計。現在的新生教學館，除了供一年級新生上共同必修科目之外，也會與共同教學館、普通教學館、綜合教學館一起開放，作為國家考試的場地。
另外，小椰林道西側的建築配置較為特殊，長方形的建築物與椰林大道平行而建，因此建築物的立面不在小椰林道沿街面上，從小椰林道看到的只是建築物的側面。相較於普通教學館、綜合教學館、共同教學館都是正面迎人的配置，人們第一眼只能看見新生大樓的側邊。

## 使用安排
新生大樓全棟皆作教室，供學生上通識課、共同必修、選修課等不需特殊教室的科目。現有20間教室，提供1932個座位，254人大教室1間，141人教室2間，110人教室6間，70人教室6間，64人教室5間。
新生大樓是臺大校內第一棟完成e化教室的教學大樓，改善內容包括：建構e化教室(電腦、投影機、中央空調、節能風扇、麥克風系統、e化講桌、電動窗廉、攝影機、網路分享等)，課桌椅全面更新。